# Смречинская, Катажина
Катажи́на Смречи́нская, до замужества — Смречак, до 1898 года — Смачяж (пол. Katarzyna Smreczyńska, Smaciarz, Smreczak) , 1 ноября 1846 года, Поремба-Велька, Австро-Венгрия — 5 октября 1936 года, Закопане, Польша) — польская писательница, сказочница и рассказчица. Мать писателя Владислава Оркана.

## Биография
Катажина Смречак родилась 1 ноября 1846 года в селе Поремба-Велька в крестьянской многодетной семье. В 1863 году в возрасте 17 лет вышла замуж за лесоруба Мацея Смачяжа. Всю свою жизнь посвятила воспитанию детей. Её старший сын Станислав закончил Ягеллонский университет. Другой сын Францишек (Владислав Оркан) вернулся на родину и стал заниматься литературной деятельностью.
С 1926 года Катажина Смречинская жила вместе с дочерью Марией в Закопане. 8 июля 1934 года она участвовала в открытии памятника её сыну писателю Владиславу Оркану.
Катажина Смречинская скончалась 5 октября 1936 года и была похоронена на Новом кладбище в Закопане.

## Творчество
Катажина Смречинская не умела писать и поэтому диктовала свои сочинения своей дочери, соседям или сыну Владиславу Оркану, который редактировал её рассказы. Таким образом были составлены сборники сказок «Pierwsze kroki», «Prządki» и «Do dzieci».

## Память
- Именем Катажины Смречинской названо учебное заведение в селе Конина гмины Недзведзь Лимановского повята Подкарпатского воеводства. На территории этой школы находится памятник Катажине Смречинской.